# Joseph Payne (musicien)
Pour les articles homonymes, voir Joseph Payne.
Joseph Payne (Chahar, 6 juillet 1937 – Mount Vernon (Maine), 14 janvier 2008) est un claveciniste, clavicordiste, organiste et musicologue, suisse-britannique, dont la réputation mondiale a été fondée sur son interprétation de la musique de toutes les époques, mais mieux connu pour son travail d'avant-garde par ses enregistrements des premières sources de la musique pour clavier, accompagnés de textes méticuleusement informatifs.

## Biographie
Il naît en 1937 dans la province de Chahar en Chine.  Son père, Joseph (c.1909–1955) est britannique, et sa mère Wilhelmina (« Mina », 1908-1993) est suisse-allemande. Ses parents sont alors prédicateurs laïcs et missionnaires en Mongolie. Au cours de la Seconde Guerre mondiale, lui et sa famille sont emprisonnés dans un camp d'internement japonais à Shanghai. La famille s'installe ensuite en Angleterre, puis en Suisse, où Payne reçoit sa première éducation musicale. Il étudie au Collège de Vevey et montre une aptitude pour les langues et son intérêt pour la musique de Jean-Sébastien Bach.
La famille de Payne déménage à nouveau, cette fois pour le Connecticut, où son père est le pasteur de la Faith Assembly of God à Hartford. Cependant, la santé de Joseph Payne, est compromise par les tortures du camp d'internement dont il ne s'est jamais complètement rétabli. Il sert l'église de Hartford de 1951, jusqu'à sa mort, du fait d'une crise cardiaque, le 12 novembre 1955, âgé de 46 ans. 
Joseph fait ses études au Trinity College et au Hartt College of Music. Ses professeurs comprennent Raymond Hanson, Noretta Conci, Clarence Watters, Josef Marx, Luigi Silva et Fernando Valenti ; il était le dernier et le plus jeune élève de Wanda Landowska,. Alors qu'il était à Hartt, il rencontre la violoncelliste Phoebe Joyce, qu'il épouse en 1966. Le jeune couple s'installe à Cambridge, Massachusetts. 
Payne est pendant de nombreuses années maître de conférences à l'Université de Boston, puis à l'université du Nord-Est et au centre d'architecture de Boston. Il effectue de nombreuses tournées en Amérique du Nord puis en Europe, où il fait ses premières apparitions sous l'égide de la BBC. Pendant de nombreuses années, il est organiste et directeur de la musique pour l'église épiscopale Emmanuel Church à Boston ; sous sa direction, la radio de Boston WGBH, lui offre son premier enregistrement de concert en Amérique, lors des cérémonies de Noël pour le festival des leçons et chants de Noël. Son honneur personnel et le plus remarquable est l'invitation à jouer à l'inauguration de l'orgue restauré de Wenzelkirche à Naumburg, le seul grand orgue conçu par Bach. Bien que ses débuts d’interprète aient comporté de la musique contemporaine, et bien qu'il ait donné les créations d'œuvres de Norman Dello Joio, Elliott Carter, Charles Wuorinen, Arnold Franchetti et d'autres importants compositeurs contemporains, et qu'il ait été l'accompagnateur de Joan Sutherland lors de sa première tournée américaine, il est mieux connu en tant que claveciniste soliste et spécialiste du répertoire baroque, dont certains de compositeurs peu connus. Une de ses notables performances, comprend notamment les concerts de 1973 à la Peabody Mason Concert à Boston. 
Il commence sa carrière discographique par des enregistrements pour le label Haydn Society et à partir des années 1960, il réalise plus de cent enregistrements en solo, pour les labels Vox, Turnabout, Decca et Musical Heritage : en 1964 il effectue le premier enregistrement d'une sélection du Fitzwilliam Virginal Book, une anthologie de musique pour clavier de l'époque Élisabéthaine. Son Spaced-out Bach (pour RCA Victor Red Seal) a exploré la technologie quadraphonique et a profité d'un succès du cross-over. Une critique musicale datée de 1995, publiée dans The Boston Globe commençait ainsi : « L'organiste Joseph Payne a probablement enregistré plus de musique que la plupart des gens en ont entendu ». Dans toute l'Europe, il cherchait à enregistrer sur des orgues historiquement appropriés, en appliquant son impeccable attention aux détails stylistiques. Sa pratique du concert s'est étendue à la radio, notamment sa série pour PBS, The Bach Connection lors du tricentenaire de Bach et à la télévision, pour laquelle il a composé et interprété de la musique pour le PBS Classic Theatre, Nova et Revolutionary Women.
Au début des années 1980, Payne accepte l'invitation de l'évêque de la Paroisse de tous les saints, d'Ashmont (Massachusetts) et la famille déménage à Dorchester. Pendant neuf ans, Payne y travaille comme organiste et dirige les chœurs de l'église, y compris le Chœur des hommes et des garçons. C'est là qu'à de nombreuses occasions, il se produit comme évangéliste avec les hommes et les jeunes, à la paroisse et d'autres nombreux lieux, notamment à la radio et à la télévision ; il est également présenté dans les magazines nationaux.
Après plusieurs années, Payne quitte l'église d'Ashmont et se concentre sur sa carrière d'enregistrement. Au début des années 2000, ce parcours est brusquement interrompu par un AVC, ne le laissant pas en mesure de jouer à son propre niveau d'exigence. Il tourne son attention vers la photographie et à la fin de 2006, la famille déménage à Mount Vernon, dans le Maine. Le 14 janvier 2008, Payne décède d'une crise cardiaque. Lui ont survécu, sa femme et son fils Christopher Payne, photographe, vit à New York.

## Discographie
La discographie de Payne contient près de 100 références, pour la plupart des enregistrements du début de la musique pour clavier. Elle comprend notamment l'intégrale des œuvres pour orgue de Johann Pachelbel, l'intégrale des œuvres pour clavier de John Blow et des enregistrements de musique de nombreux compositeurs négligés, notamment John Bull, Gottlieb Muffat et Johan Helmich Roman. Outre le Fitzwilliam Virginal Book, il a également enregistré une vaste sélection de l'essentiel de certains manuscrits de musique, tels que le Buxheimer Orgelbuch, l’Andreas Bach Buch, le Dublin Virginal Manuscript et les chorals de la Neumeister Collection, dont il a effectué le premier enregistrement mondiale des Préludes de Choral de J. S. Bach pour Harmonia Mundi (avant l'enregistrement de Werner Jacob). Les labels avec qui Payne a travaillé sont notamment, BIS, Naxos, Harmonia Mundi et Hänssler Classics.
- Albero, Sonates pour clavecin (Bis)
- Bach, Préludes de Chorales (Neumeister Chorales) (Harmonia Mundi)
- Bach, Suites françaises (Bis)
- Bach, Variations Goldberg (Bis)
- Bach, Klavierbüchlein pour Wilhelm Friedemann Bach (Hanssler Classics)
- Bull, Pavans & Galliards (Bis)
- Couperin, Pièces de Clavecin (Bis)
- Dieupart, Six Suites de Clavesin (Centaur)
- Duphly, Pièces de Clavecin (Centaur)
- Muffat, Componimenti Musicali per il cembalo (Centaur)
- Pachelbel, Œuvres pour orgue (Centaur)
- Pachelbel, Suites pour clavier (Bis)
- Roman, 12 Suites pour clavecin (Bis)
- Scarlatti, Essercizi per gravicembalo (Bis)
- Stanford, Sonates pour orgue, opus 151–153 (Marco Polo)
- Telemann, Fantasies (Centaur)
- Andreas Bach manuscript (Koch Discover)
- Dublin Virginal Manuscript (Koch Discover)
- Early English Organ Music (Naxos, 2 volumes)
- Early French Organ Music (Naxos, 2 volumes)
- German Organ Music (Naxos, 2 volumes)
- Das Buxheimer Orgelbuch (Naxos, 3 volumes)
- The Fitzwilliam Virginal Book (Vox)
- The Queenes Command, musique des virginalistes anglais
- Vox Organalis: Gothic Keyboard Music (Koch Discover)